# Peter Halley
Peter Halley, född 24 september 1953 i New York, USA, är en amerikansk konstnär verksam inom minimalismen.